# Pseudactinia flagellifera
Pseudactinia flagellifera är en havsanemonart som först beskrevs av Drayton in Dana 1846.  Pseudactinia flagellifera ingår i släktet Pseudactinia och familjen Actiniidae. Inga underarter finns listade i Catalogue of Life.

## Bildgalleri

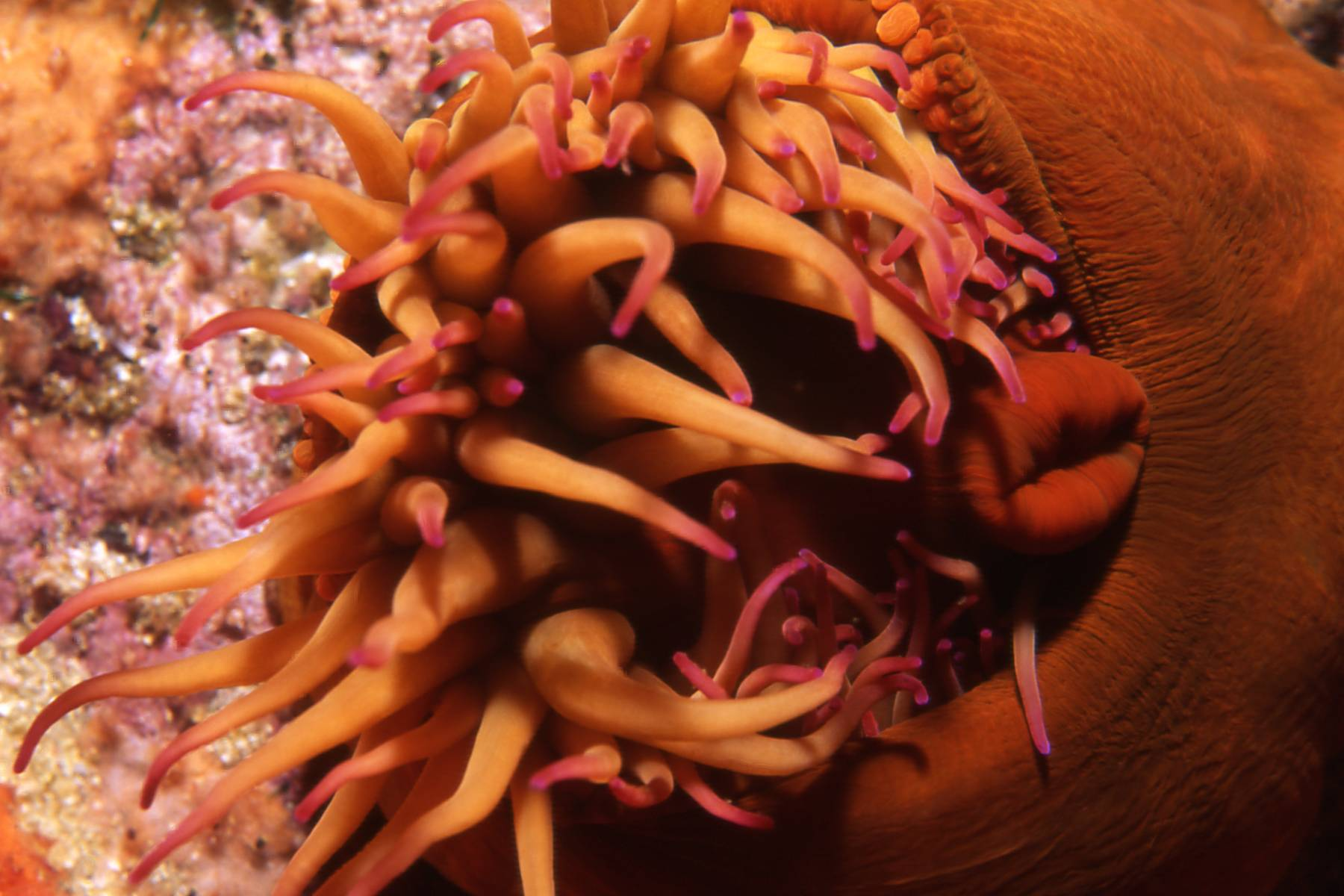
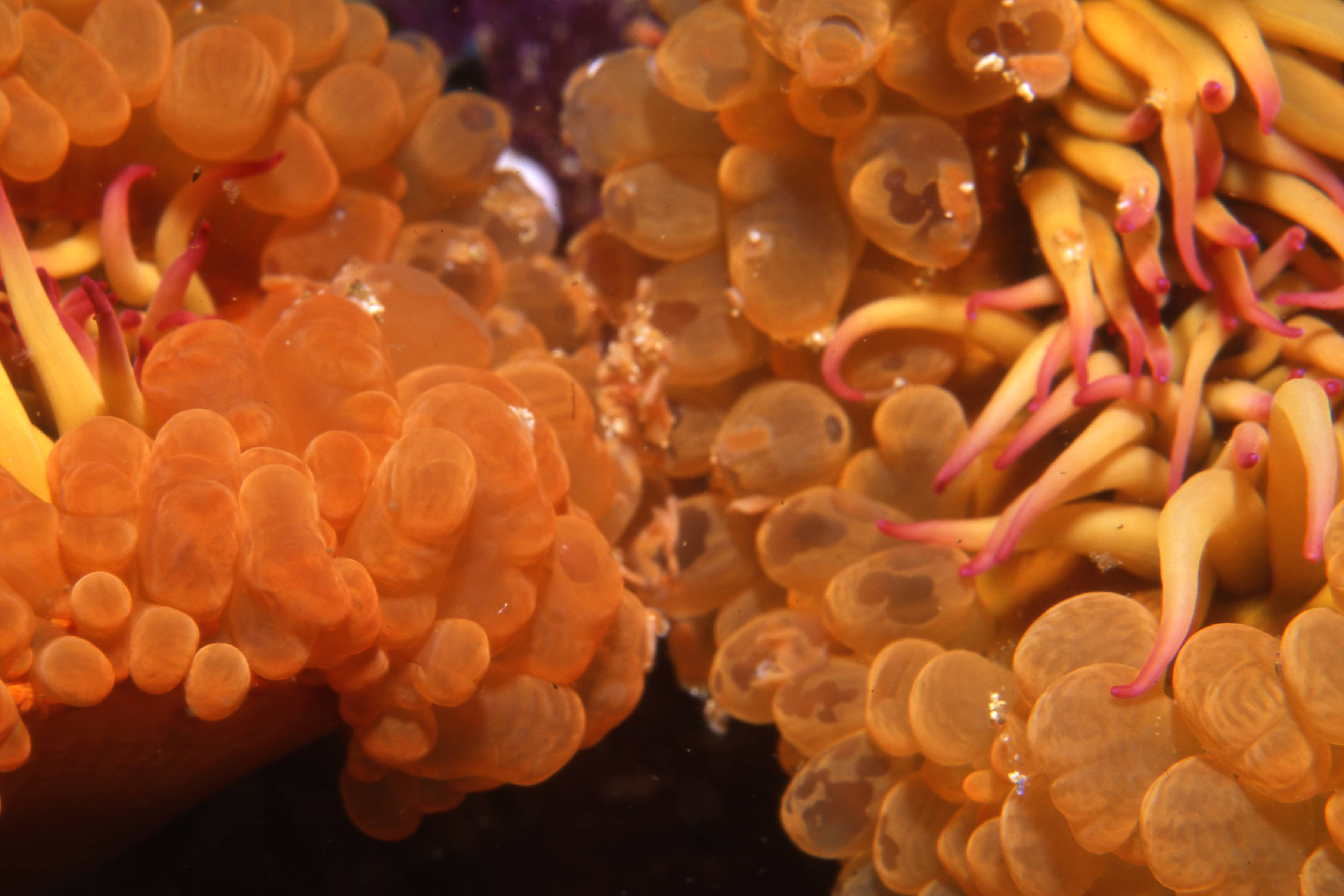